# Valentín Fascendini
Valentín Demian Fascendini (Iberlucea, 13 marzo 2003) è un calciatore argentino, difensore dell'Unión (SF).

## Caratteristiche tecniche
Gioca come difensore centrale.

## Carriera
Fascendini è cresciuto nel settore giovanile del Boca Juniors, con cui ha firmato un contratto professionistico nel 2023.
Nel 2024 è passato a parametro zero all'Unión (SF), con cui ha debuttato il 2 marzo nell'incontro di Copa de la Liga Profesional vinto 2-1 contro il Sarmiento (J).

## Statistiche

### Presenze e reti nei club
Statistiche aggiornate al 21 luglio 2024.
| Stagione        | Squadra         | Campionato      | Campionato | Campionato | Coppe nazionali | Coppe nazionali | Coppe nazionali | Coppe continentali | Coppe continentali | Coppe continentali | Altre coppe | Altre coppe | Altre coppe | Totale | Totale | Totale |
| Stagione        | Squadra         | Comp            | Pres       | Reti       | Comp            | Pres            | Reti            | Comp               | Pres               | Reti               | Comp        | Pres        | Reti        | Pres   | Reti   |        |
| --------------- | --------------- | --------------- | ---------- | ---------- | --------------- | --------------- | --------------- | ------------------ | ------------------ | ------------------ | ----------- | ----------- | ----------- | ------ | ------ | ------ |
| 2024            | Unión (SF)      | PD              | 4          | 0          | CA+CdL          | 0+3             | 0               |                    | -                  | -                  |             | -           | -           | 7      | 0      |        |
| Totale carriera | Totale carriera | Totale carriera | 4          | 0          |                 | 3               | 0               |                    | -                  | -                  |             | -           | -           | 7      | 0      |        |

## Palmarès

### Club

#### Competizioni giovanili
- Coppa Libertadores Under-20: 1

Boca Juniors: 2023
- Coppa Intercontinentale Under-20: 1

Boca Juniors: 2023